# 최명서
최명서(崔明瑞, 1956년 8월 27일~)은 대한민국의 정치인이다. 제50·51대 강원도 영월군수이다.

## 경력
- 2011.01~2011.12: 강원도청 문화예술과 과장
- 2011.12~2013.12: 강원도 영월군 부군수
- 2014.01~2014.02: 강원도청 여성청소년가족과 과장
- 새누리당
- 2014.07~2018.03: 제9대 강원도의회 의원(초선, 영월군 제1선거구)
- 자유한국당
- 2018.07~: 제50·51대 강원도 영월군수(재선, 민선 7·8기)
- 강원발전연구원 이사
- 강원대학교 총동창회 상임 부회장
- 한국 슬로시티 시장군수 협의회 회장
- 미래통합당
- 국민의힘

## 역대 선거 결과
|  | 62.9% |

|  | 48.41% |

|  | 53.57% |

| 전임 박선규 | 제50·51대 강원도 영월군수(민선) 2018년 7월 1일~2023년 6월 10일 | 후임 (강원특별자치도 영월군의 승격) |

| 전임 (강원도 영월군의 승격) | 제51대 강원특별자치도 영월군수(민선) 2023년 6월 11일~ |  |